# Многоцветница
Многоцве́тница (лат. Nymphalis polychloros) — дневная бабочка из семейства Nymphalidae.
Видовой эпитет др.-греч. πολυχλωρός означает «многоцветный».

## Описание
На переднем крыле имеется бледно-жёлтое пятно между субмаргинальной полосой и первым от вершины чёрным прикостальном пятном. На заднем крыле зубец короткий, не длиннее ширины, синие пятна мелкие и неяркие. Общий фон коричнево-желтовато-рыжий. Длина переднего крыла 25—30 мм. Размах крыльев до 60 мм.
Гусеницы серовато-бурые, с матово-жёлтыми продольными спинными полосами и желтыми шипами.
Типовая местность: Швеция.

## Распространение
Южная и Центральная Европа; территория бывшего СССР: Европейская часть России (север, центр, юг), Южное Зауралье, Карпаты, юг Крыма, Кавказ, Казахстан, Средняя Азия; Азия: Турция; Африка: север.

## Биология
Яйца откладывает большими кладками по 100—200 штук на листья и стебли кормовых растений.
Гусеницы питаются на ивах, сливе, груше, яблоне, тополе, боярышнике, вязе и других. Молодые гусеницы живут обществом в гнезде.
Окукливаются обычно на ветвях кормовых растений.
Зимует имаго. Летают в июне—октябре и после зимовки в апреле—мае по лесным луговинам, рединам и просекам, населённым пунктам и др.